# Gai Herenni (triumvir)
Gai Herenni (en llatí Caius Herennius) era un magistrat romà que va viure al segle iii aC. Formava part de la gens Herènnia.
Va ser un dels tres comissionats o triumvirs romans designats per repartir les terres a la colònia llatina de Placentia l'any 218 aC. Els gals bois es van revoltar i Herenni i els altres dos triumvirs, amb els colons, es van refugiar a Mutina. Polibi diu que Herenni va caure en mans dels rebels.